# 제20회 미국 작가 조합상
제20회 미국 작가 조합상은 1967년 뛰어난 활동을 보인 영화 작가를 기리기 위해 1968년 3월에 열린 시상식이다. Beverly Hilton Hotel에서 개최되었다.

## 수상 및 후보

### 각본상
- 우리에게 내일은 없다 - 데이비드 뉴먼 수상
- 모던 밀리 - 리처드 모리스 수상

### 각색상
- 우리에게 내일은 없다 - 데이비드 뉴먼 수상
- 졸업 - 칼더 윌링햄 수상

### 월계수상
- 케이시 로빈슨 수상

### 발렌타인 데이비스 상
- 조지 시톤 수상